# Egzorcyzmy Anneliese Michel
Egzorcyzmy Anneliese Michel – polski film dokumentalny z 2007 roku, w reżyserii Macieja Bodasińskiego.
Film autorstwa Lecha Dokowicza i Macieja Bodasińskiego przedstawia historię Anneliese Michel z punktu widzenia Ernsta Alta, będącego jednym z księży egzorcyzmujących dziewczynę, oraz Anny Michel – matki Anneliese. Rolę narratora pełnił ks. Andrzej Trojanowski – egzorcysta. W filmie wykorzystano 11 minut nagrań z egzorcyzmów Anneliese Michel oraz krótki zapis rozmowy Anneliese z ks. Arnoldem Renzem. Autorzy korzystali również z licznych kopii dokumentów związanych ze sprawą.
Film opowiada historię życia i śmierci młodej Niemki, u której po kilku latach bezskutecznego leczenia epilepsji, zdecydowano się na egzorcyzmy. W filmie pokazano dramatyczne losy dziewczyny, jej rodziny i chłopaka, aż do ogłoszenia wyroku Sądu Krajowego w Aschaffenburgu (1978 r.), uznającego rodziców Anneliese oraz dwóch egzorcystów winnymi nieumyślnego spowodowania jej śmierci.
Autorzy filmu ukazali opętanie dziewczyny jako prawdziwe i będące dobrowolnie przyjętą ofiarą ekspiacyjną.
Film był emitowany w TVP2.